# 海澄里
海澄里是一個位於臺灣臺南市佳里區的里，劃為15鄰，由漳洲里與原海澄里於2018年1月29日整編而成，里名係向番仔寮應元宮保生大帝擲筊決定，取自原海澄里。

## 範圍
海澄里位於佳里區西北部，東為六安里，南接安西里，西與下營里、七股區後港里毗鄰，北則與將軍區長榮里接壤，境內有番子寮（即北勢山寮，含山寮、中寮）、後港腳、北頭洋、萊芊寮等聚落，另東部有部分屬佳里工業區。

## 歷史
現海澄里處原屬西拉雅族蕭壠社之範圍，在荷蘭自與原住民的衝突中勝出後，有漢人移入番子寮開墾；後於1661年，出身中國福建省漳州府海澄縣之鄭氏王朝部眾楊文科移居此地。日治時期屬番子寮大字；戰後分設為漳洲里、海澄里，名稱取自楊文科出身之漳州府海澄縣，惟當時誤將「漳州」寫為「漳洲」。後於2018年臺南市里鄰調整時整編為一里，並以海澄里為新里名。

## 旅遊
- 北頭洋公廨：西拉雅族公廨，現為北頭洋立長宮，仍保有阿立祖的祀奉。

## 名人
- 高育仁：曾任臺南縣縣長、臺灣省議會議長、立法委員。